# Il peccato e la vergogna
Il peccato e la vergogna è una serie televisiva italiana trasmessa dal 2010 al 2014 su Canale 5.

## Trama

### Riassunto generale della serie
Nella Roma degli anni trenta vive Nito Valdi, un ragazzo difficile appena uscito dal riformatorio, che lavora per un boss della zona insieme all'amico Tony. L'incontro con la bellissima Carmen porterà la vita di Nito ad una piega inaspettata: dopo la perdita del suo più grande amico, con l'arrivo del fascismo Valdi si avvicina alle Camicie nere, mentre diventa il peggior incubo di Carmen. Nito è ossessionato da lei e la vuole ad ogni costo. Ma Carmen aspetta un figlio da Giancarlo, rampollo di una delle famiglie più in vista di Roma: i Fontamara. La storia di Carmen e di Nito, che si rivelerà essere uno psicopatico nazista, si intreccia con quella dei Fontamara, che hanno appena scoperto di avere origini ebraiche e che quindi devono lasciare l'Italia per non finire vittime di quelli come Valdi. Ripercorrendo il Secondo dopoguerra, i Fontamara perdono tutti i componenti della famiglia, finché la scena non si sposta sui figli di Carmen: Giulio, avuto dall'amato Giancarlo; Valerio, frutto della violenza subita da Nito durante la Seconda guerra mondiale. I due fratelli, l'uno crudele e arrivista e l'altro buono e caritatevole, sono al centro di un triangolo amoroso che coinvolge Gigliola, figlia della nuova moglie del nonno Francesco, che rappresenta i valori che la defunta Carmen ha portato nella loro famiglia.

### Prima stagione
Roma, 1938-1944. Carmen Tabacchi è una ragazza fiera e virtuosa che mantiene la sua famiglia posando come modella. Nito Valdi, un giovane orfano fresco di galera, si invaghisce di Carmen e diviene il suo tormento. Inizialmente fra i due è amore a prima vista ma poi, quando la ragazza si rende conto della sua vera realtà decide di sfuggire all'ira di Nito. Gli anni passano e mentre Carmen diviene una Fontamara amando prima Giulio e poi il fratello Giancarlo, Nito diviene ufficiale della polizia fascista. Con la morte di Elena, Giulio ed Elisa Fontamara, Carmen sorregge il patriarca della famiglia Francesco e l'ultimo figlio che gli rimane: Giancarlo che opera nella cellula partigiana. Rimasta incinta di Giancarlo, Carmen, dà alla luce il piccolo Giulio ma poi subendo la violenza di Nito rimane incinta. La guerra finisce ma Nito resta una minaccia per quello che resta dei Fontamara.

### Seconda stagione
Roma, 1945-1960. Carmen dà alla luce il frutto della violenza di Nito Valdi: Valerio. Mentre Giancarlo rientra dal Nord (dove ha combattuto contro gli ultimi nazi-fascisti), i Fontamara devono vedersela con i creditori che non tardano a reclamare il loro pagamento. Carmen riesce però a risollevare il nome dei Fontamara, dimostrandosi un'ottima imprenditrice. Nito Valdi fallendo il tentativo di rapimento della donna e di suo figlio fugge all'estero dove medita la sua vendetta. Giancarlo e Piera muoiono assassinati per mano dei servizi segreti che vogliono eliminare l'Armata Rossa degli ex partigiani e Carmen si ritrova sola con due figli e una famiglia da mandare avanti. Luigi Malpietro, ex partigiano e responsabile della morte di Giancarlo, riesce a sposare Carmen con l'inganno. Quando Nito torna per rapire Carmen e suo figlio Valerio, cade vittima della furia di Malpietro. Carmen apprende la vera realtà del marito e dopo aver consegnato le prove del tradimento di Luigi a un giornale muore in un attentato dinamitardo. Valerio e Giulio sono ormai grandi e vivono con il nonno Francesco, la zia Stella e la nuova moglie del nonno: Ortensia, la ex governante. La figlia della donna, Gigliola, ama perdutamente Valerio, che però vuole diventare prete. Mentre Francesco cerca di ritrovare sua nipote Lara, nata dalla relazione tra la figlia Elisa e Nito Valdi, che vive in Francia. Alla morte dell'uomo, Ortensia e Giulio tramano per mettere le grinfie sull'azienda di famiglia. Gigliola, aiutata da Sylvie e dalla sorella di Carmen Stella, comprende le trame dei due. Così mentre Lara Fontamara si presenta da Ortensia a palazzo Fontamara, Valerio decide di lasciare il sacerdozio per fermare l'ira di suo fratello.

## Episodi
La prima stagione è stata trasmessa dal 1º settembre 2010 per poi terminare il 22 settembre su Canale 5. La seconda stagione, sempre su Canale 5, è andata in onda dal 10 gennaio al 14 febbraio 2014.
| Stagione         | Episodi | Prima TV |
| ---------------- | ------- | -------- |
| Prima stagione   | 6       | 2010     |
| Seconda stagione | 10      | 2014     |

## Personaggi e interpreti
- Nito Valdi (stagione 1-2), interpretato da Gabriel Garko.
- Carmen Tabacchi in Fontamara (stagione 1-2), interpretata da Manuela Arcuri.
- Giancarlo Fontamara (stagione 1-2), interpretato da Francesco Testi.
- Francesco Fontamara (stagioni 1-2), interpretato da Stefano Santospago.
- Elisa Fontamara (stagione 1), interpretata da Victoria Larchenko.
- Giulio Fontamara (stagione 1), interpretato da Eros Galbiati.
- Ortensia Beltrame in Fontamara (stagione 1-2), interpretata da Laura Torrisi.
- Mina Tabacchi (stagione 1-2), interpretata da Rosa Pianeta.
- Sylvie Levi (stagione 1-2), interpretata da Martine Brochard.
- Elena Fontamara (stagione 1), interpretata da Marisa Berenson.
- Liliana Pratesi (stagione 1-2), interpretata da Eva Grimaldi.
- Piera Fontamara (stagione 1-2), interpretata da Valeria Milillo.
- Dilmo Duranti (stagione 1), interpretato da Massimo Venturiello.
- Professor Giacomo Gilsenti (stagioni 1-2), interpretato da Alfredo Pea.
- Bijoù (stagione 1), interpretata da Giuliana De Sio.
- Enisio Pizzo (stagione 1) interpretato da Aldo Bergamaschi
- Luigi Malpietro (stagione 2), interpretato da Stephan Käfer.
- Lara Fontamara (stagione 2), interpretata da Jennifer Bianchi.
- Gigliola Pizzo (stagione 2), interpretata da Adua Del Vesco.
- Valerio Fontamara (stagione 2), interpretato da Massimiliano Morra.
- Giulio Fontamara II (stagione 2), interpretato da Cristopher Leoni.
- Michele (stagione 2), interpretato da Valerio Morigi.
- Maria Pia Torricelli (stagione 1), interpretata da Rosalinda Celentano.
- Stella Tabacchi (stagione 1-2), interpretata da Annalisa Tancini (da giovane) e da Cinzia Bregonzi (da adulta).

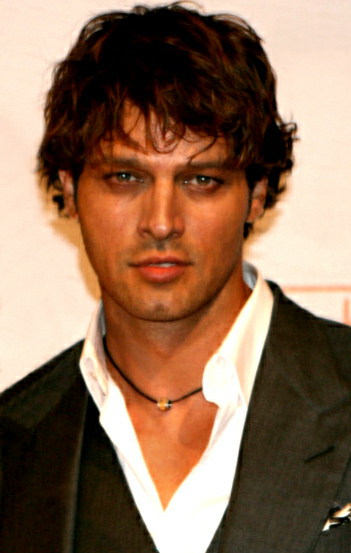
Gabriel Garko interpreta Nito Valdi
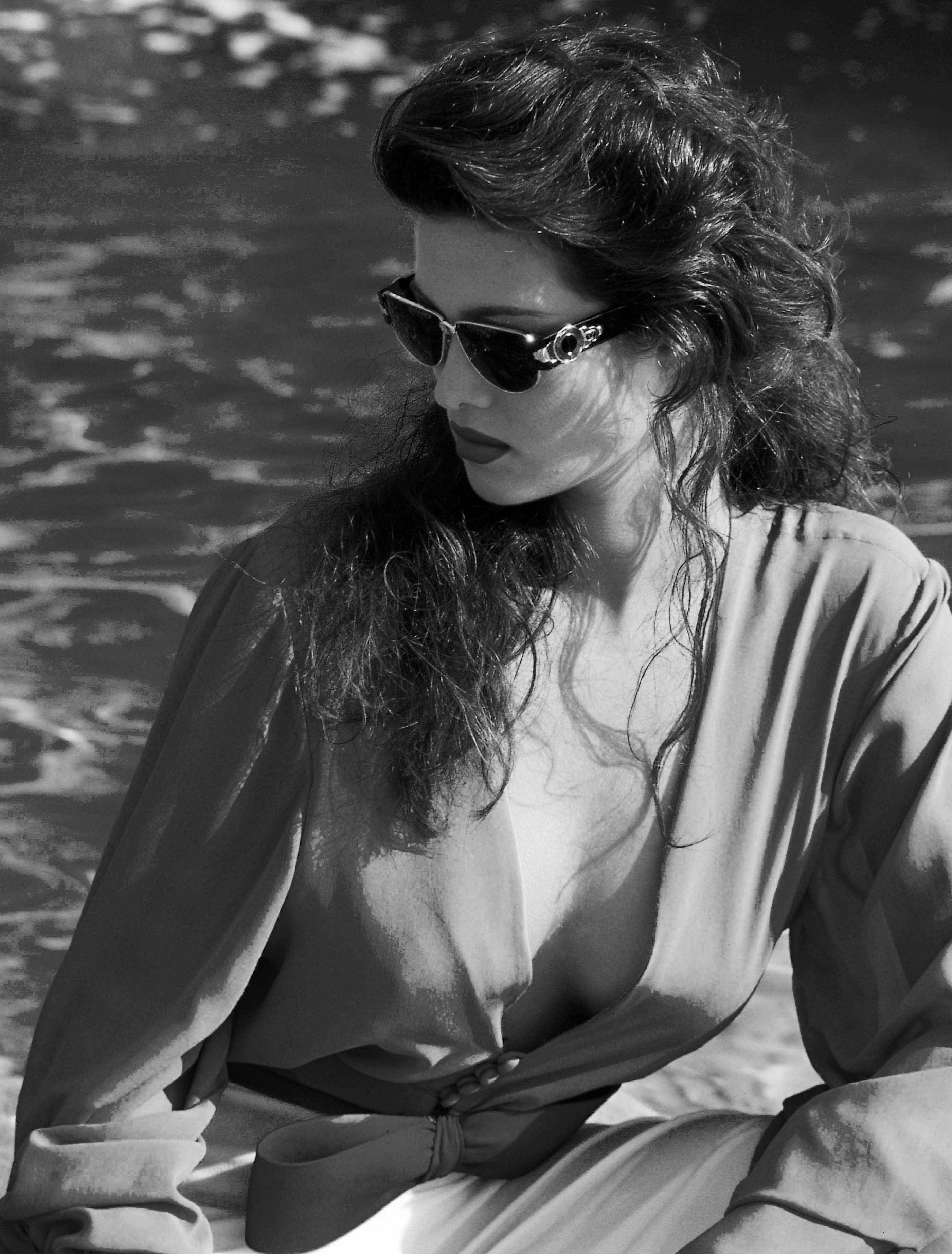
Manuela Arcuri interpreta Carmen Fontamara
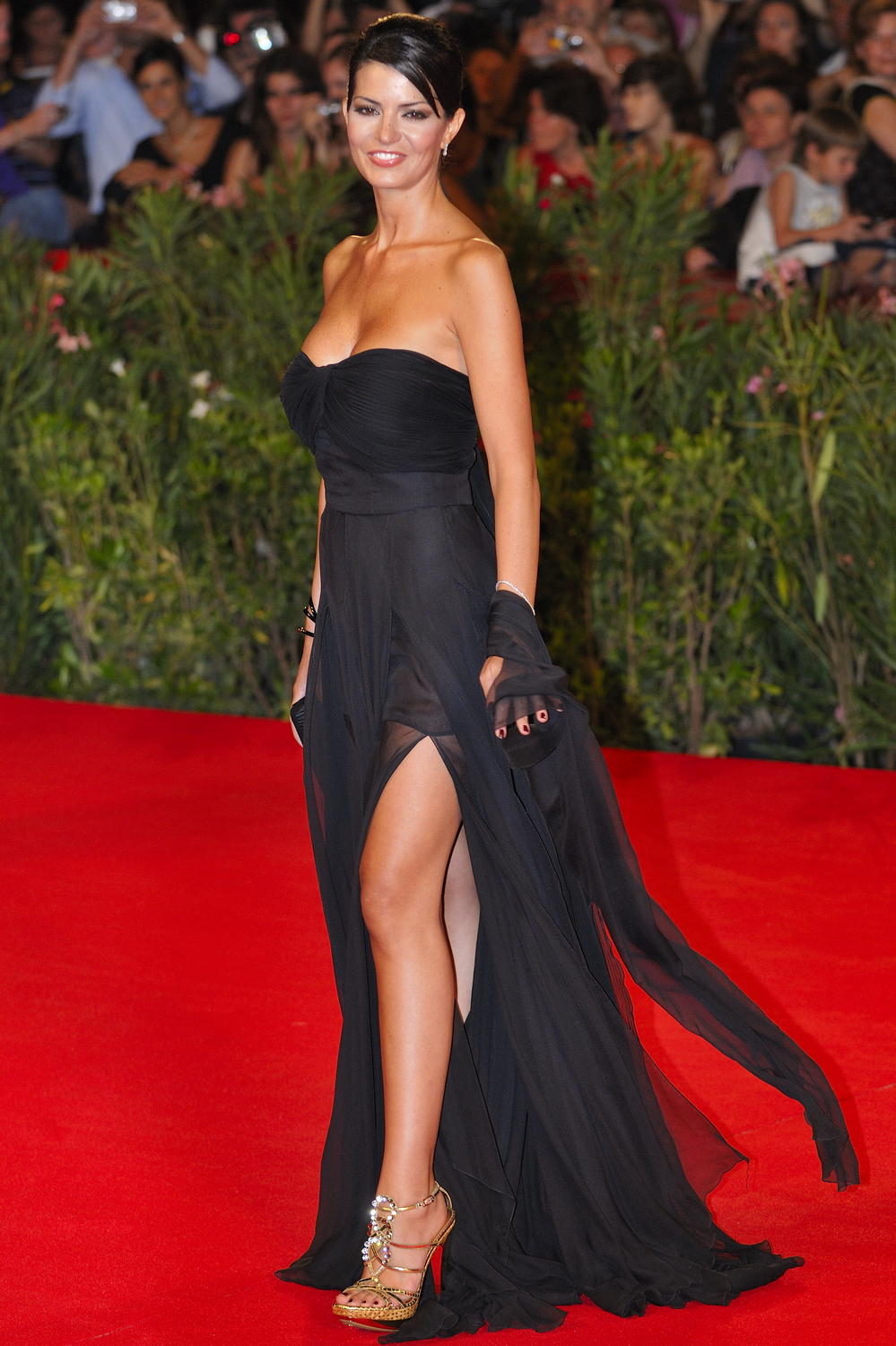
Laura Torrisi interpreta Ortensia Beltrame
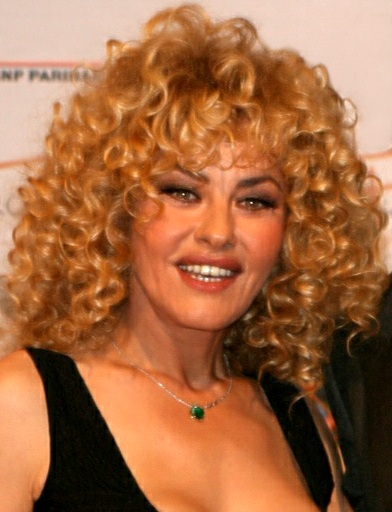
Eva Grimaldi interpreta Liliana Pratesi
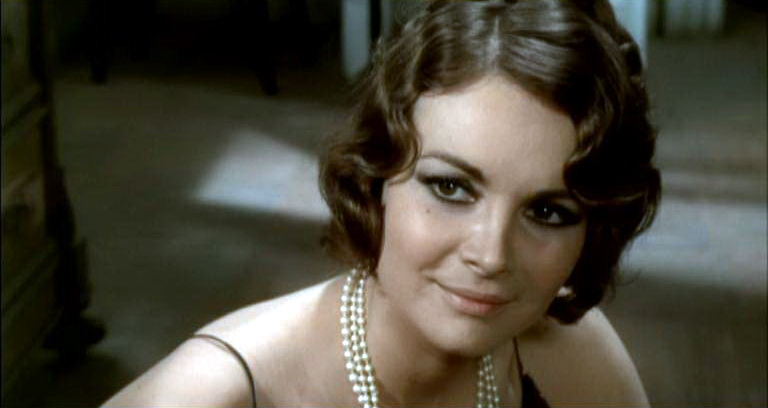
Martine Brochard interpreta Sylvie Levi
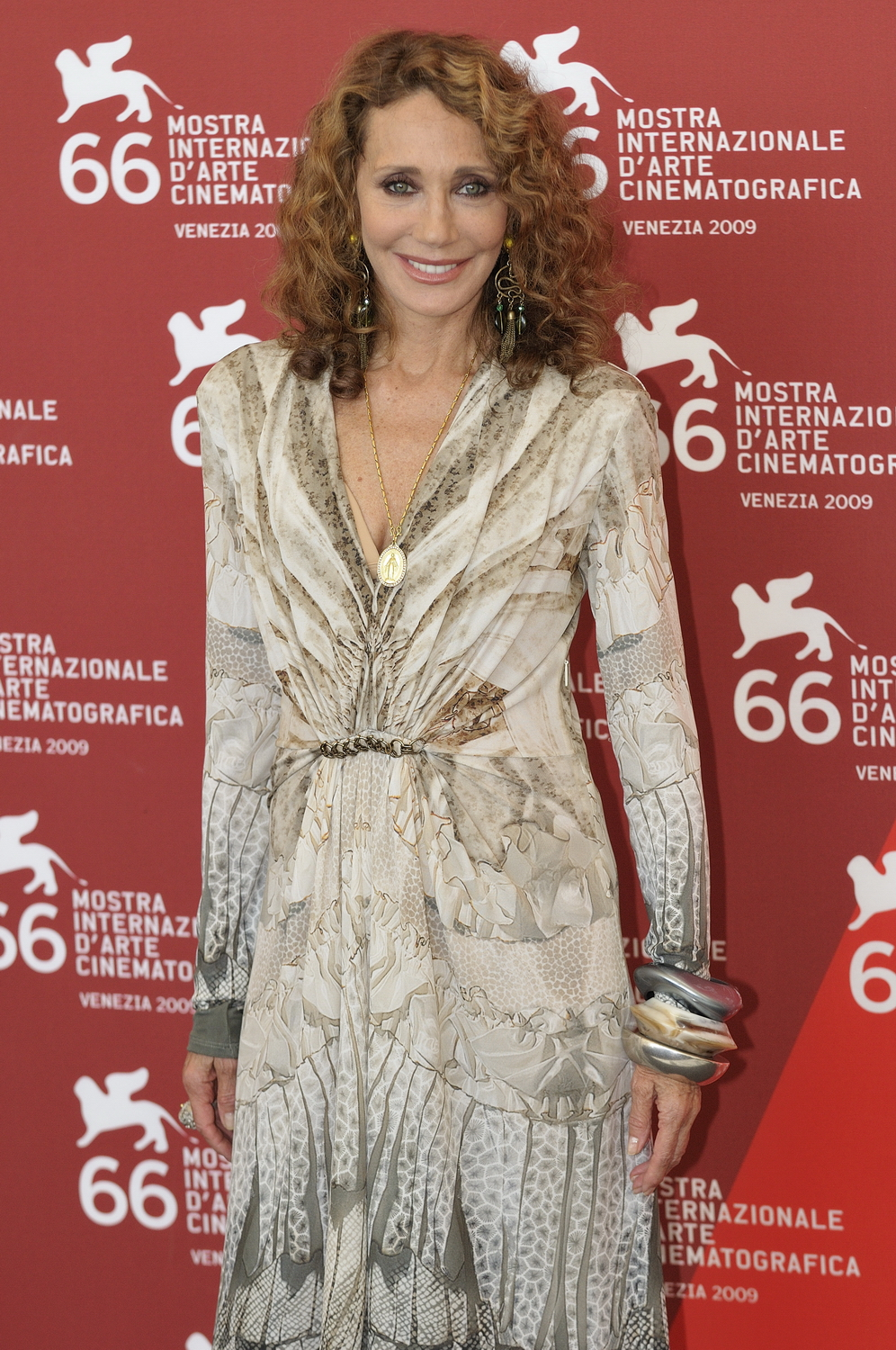
Marisa Berenson interpreta Elena Fontamara
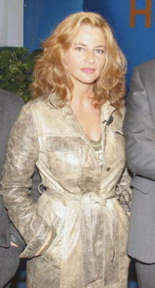
Giuliana De Sio interpreta Bijoù
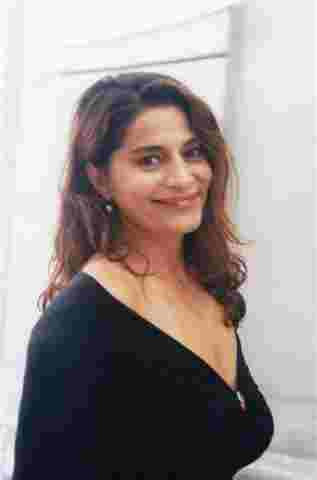
Rosa Pianeta interpreta Mina Tabacchi
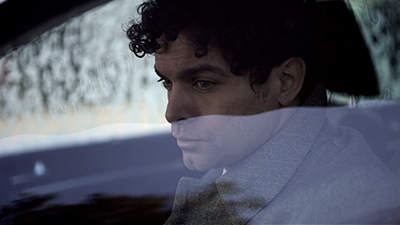
Valerio Morigi interpreta Michele
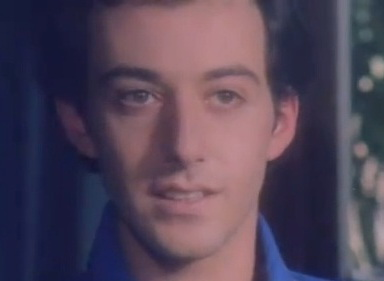
Alfredo Pea interpreta Giacomo Gilsenti

## Produzione
La produzione della fiction è targata Ares Film. La regia della prima stagione è stata affidata a Luigi Parisi e Alessio Inturri. Per i ruoli dei protagonisti (Nito Valdi e Carmen Tabacchi) sono stati scelti Gabriel Garko e Manuela Arcuri. La collaborazione fra i due (che ha sfociato anche in amore per un breve periodo) è stata riproposta da altre fiction, sempre della stessa casa di produzione, come in Sangue caldo, anche se i personaggi di Garko e la Arcuri non recitavano insieme, e in L'onore e il rispetto, precedente a Il peccato e la vergogna. Le riprese della prima stagione sono cominciate fra il 2009 e il 2010, mentre la messa in onda delle 6 puntate è andata dal 10 settembre dello stesso anno. Grazie al successo in termini d'ascolto che la serie ha avuto, la Ares ha deciso di realizzarne una seconda stagione. Le riprese sono iniziate nell'estate 2012. La regia è stata affidata sempre a Parisi e Inturri, con l'aggiunta di Mariano Lamberti per le puntate 9 e 10. Garko e la Arcuri sono stati riconfermati protagonisti, insieme a Francesco Testi, Stefano Santospago, Eva Grimaldi, Martine Brochard e molti altri attori di fama. Tuttavia, il copione prevedeva che questi fossero i protagonisti di alcune puntate. Infatti la settima puntata della seconda stagione ha visto il personaggio di Garko morire, così come è stato per il personaggio della Arcuri nell'ottava, quello di Testi nella quarta e quello di Santospago nella nona. Le puntate, diventando da 6 a 10, hanno richiesto nuovi ingressi. Ad esempio è subentrato Stephan Käfer nei panni del commissario di polizia Luigi Malpietro, il nuovo amore di Carmen ma soprattutto una pedina nelle mani dei Servizi Segreti; Viola Velasco nei panni di una prostituta cubana, Glaucia; Cristopher Leoni e Massimiliano Morra interpretano i figli di Carmen da adulti, Adua Del Vesco che interpreta la nuova protagonista, Gigliola Pizzo, contesa dai personaggi di Leoni e Morra e Jennifer Bianchi nel ruolo di Lara Fontamara. La seconda stagione è andata in onda da gennaio 2014.
L'attore Gabriel Garko, che interpreta il personaggio di Nito Valdi, ha dichiarato in un'intervista rilasciata a il Giornale che alcune persone lo avrebbero talmente tanto identificato con il personaggio da lui interpretato, da rivolgergli delle minacce di morte ed una tentata aggressione.

## Location
La serie è stata girata a Roma e nel Lazio, dove anche la vicenda è ambientata. La prima stagione nel periodo 2009-2010, la seconda nel 2012-2013. Nonostante nella seconda stagione ci siano scene al L'Avana (puntate 4-6) e a Parigi (puntate 9-10), la troupe non si è mai spostata dall'Italia.

## Musiche
I titoli dei brani di Savio Riccardi presenti nelle puntate della fiction:
Il Peccato E La Vergogna
- Il Peccato E La Vergogna
- Carmen
- Tema Dell'Abbandono
- Vento Di Guerra

Il Peccato E La Vergogna 2
- Incancellabili ricordi
- Momenti sereni
- Disperazione assoluta
- Trenodia
- Elsa
- Eterna minaccia